# Ascensione (festività)
L'Ascensione (nome completo: Ascensione del Signore, in latino Ascensio Domini nostri Jesu Christi) è, nell'anno liturgico, una festa cristiana del tempo pasquale celebrata quaranta giorni dopo la Pasqua, ossia il giovedì della sesta settimana del tempo pasquale. In essa si fa memoria dell'evento dell'Ascensione di Gesù. La sua celebrazione, nella Chiesa cattolica, può essere posticipata alla domenica successiva.

## Nel cattolicesimo
Nel rito romano la celebrazione ha il grado di solennità e, secondo il Codice di diritto canonico, è una delle feste di precetto. Nei tre giorni che precedono l'Ascensione viene data la possibilità, secondo quanto indicato nell'adattamento del Benedizionale a cura della CEI, di celebrare un triduo, noto anche come rogazioni. L'Ascensione ha una celebrazione vigilare che prevede l'antifona introitale Regna terræ.

La spiritualità di questa solennità è bene riassunta nelle parole di dom Guéranger: 
(P. Guéranger, L’anno liturgico. Volume terzo. Tempo Pasquale - Tempo dopo la Pentecoste, Fede e Cultura, Verona 2017, p.93)

### Storia liturgica

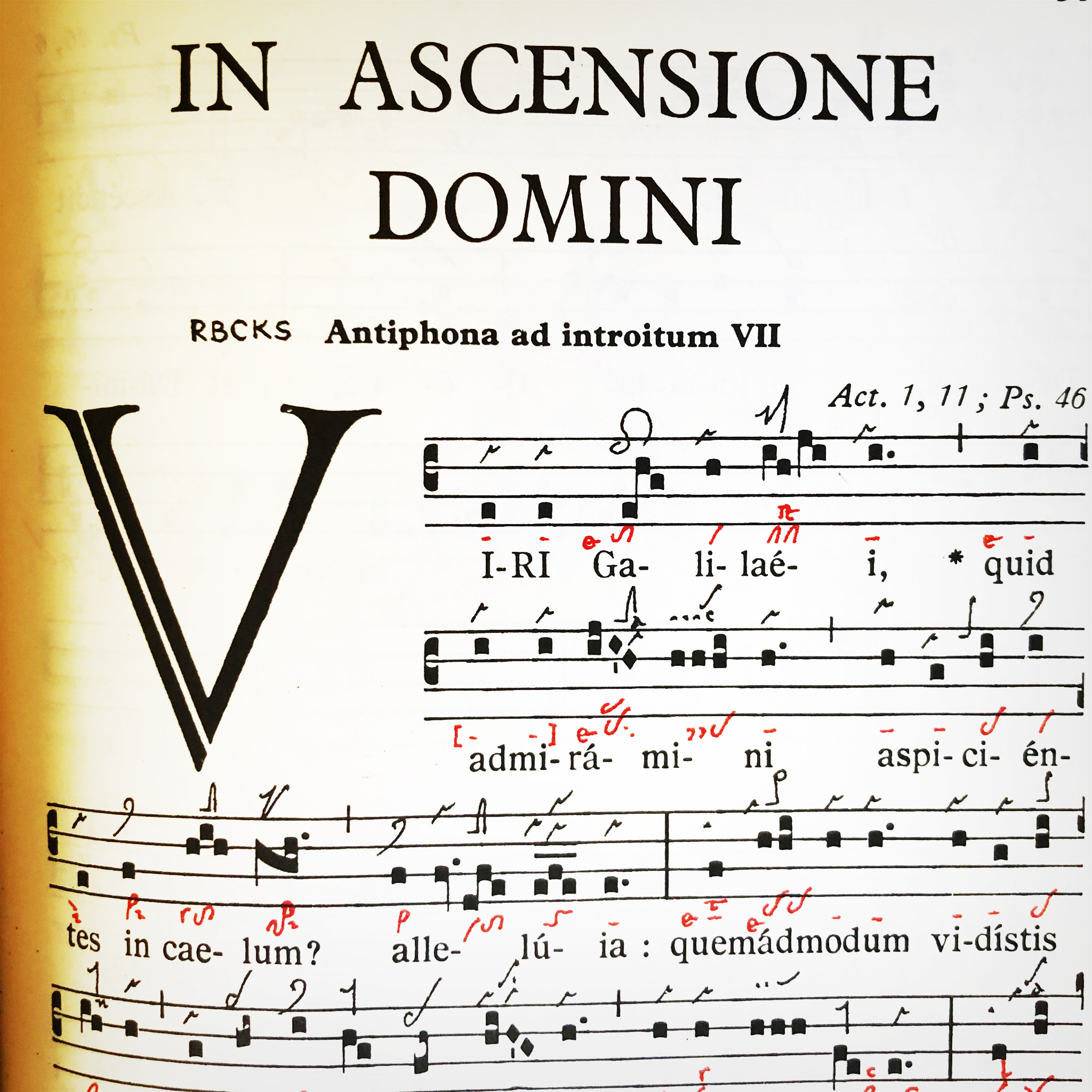
L'inizio del proprio della solennità dell'Ascesione nel Graduale Triplex

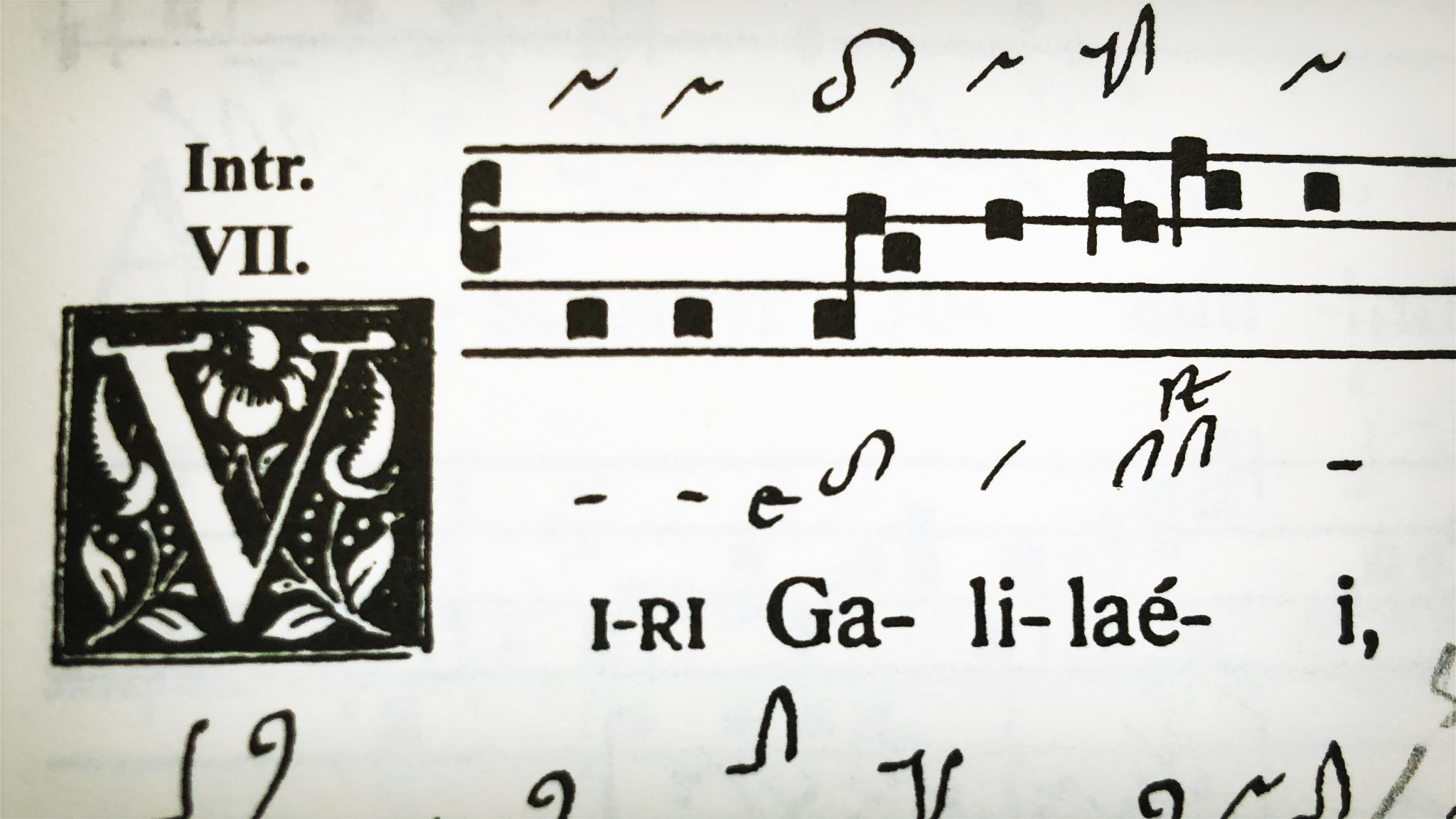
Incipit dell'introito Viri Galilaei dal Graduale Novum

Agostino riporta che la celebrazione della Ascensio Domini in coelum è diffusa "Toto terrarum orbe" e, secondo il vescovo di Ippona, sarebbe stata istituita dagli stessi Apostoli o da un successivo sinodo generale sub-apostolico. Come il Righetti nota, questa ipotesi agostiniana è poco probabile giacché "nessuno dei Concili e degli scrittori ecclesiastici anteriori al IV secolo mostra di conoscerne l'esistenza". La narrazione di Egeria, invece, testimonierebbe la commemorazione della Ascensione all'interno della festa di Pentecoste a Gerusalemme che sarebbe conservata da un'antica tradizione siriaca di celebrare questa solennità proprio a Pentecoste.
A Roma, la celebrazione della Ascensione è testimoniata per la prima volta da papa Leone Magno quaranta giorni dopo la Pasqua.
Papa Pio V stabilì che in questa solennità, dopo il canto del Vangelo, venisse rimosso il cero pasquale che, anticamente, era spento nella Dominica in albis. Tale disposizione è stata modificata dalla riforma liturgica di papa Paolo VI, che prevede che il cero resti vicino all'ambone fino a Pentecoste. Nella tradizione ambrosiana, diversamente, veniva innalzato per simboleggiare il Cristo ascendente.
A partire dal XV secolo venne introdotta un'ottava che fu poi soppressa da papa Pio XII nel 1955 in favore della novena di Pentecoste.
La solennità è conosciuta anche con il nome di "Viri Galilaei", le parole iniziali dell'Antifona d'Ingresso alla Messa della Festività.

### Canti gregoriani della celebrazione
Già al mercoledì che precede la feria V della sesta settimana dopo Pasqua, ha inizio, nel Liber Usualis precedente il Concilio Vaticano II, il Tempus Ascensionis e troviamo In Ascensione Domini in I Vesperis. È prevista la Vigilia dell’Ascensione di N. Signore Gesù Cristo (II classe). Al giovedì ha luogo la Missa che, dove la solennità non è di precetto, viene posticipata alla domenica. Il proprio della celebrazione, rimasto sostanzialmente simile anche dopo la riforma liturgica, è riportato di seguito con le indicazioni LU (Liber Usualis) per i testi precedenti il Concilio e RA (rito attuale) per il rito romano attuale.
- Introito: Viri Galilaei[14] (LU e RA).
- Alleluia I: Ascendit[15] (LU e RA).
- Alleluia II: Viri Galilaei[16] (RA).
- Alleluia II: Dominus in Sinai (LU).
- Offertorio: Ascendit[17] (LU e RA)
- Offertorio ad libitum: Viri Galilaei[18] (RA).
- Comunione: 
  - Anno A: Data est mihi (RA).
  - Anno B: Signa (RA).
  - Anno C: Psallite[19] (LU e RA, poiché LU prevede un unico ciclo di letture).

Sono testimoniate anche alcune sequenze per il giorno dell'Ascensione: Adest dies sanctus, Festum nunc celebre, Summi triumphum regis, Christus hunc diem e dei tropi per il Kyrie: Christus ascendit in caelis, Christus ascendit dulcibus hymnis.

### Antichi riti e pietà popolare
| Date dell'Ascensione, 2010-2022 | Date dell'Ascensione, 2010-2022 | Date dell'Ascensione, 2010-2022 |
| Anno                            | Cattolicesimo e Protestantesimo | Ortodossia                      |
| ------------------------------- | ------------------------------- | ------------------------------- |
| 2010                            | 13 maggio                       | 13 maggio                       |
| 2011                            | 2 giugno                        | 2 giugno                        |
| 2012                            | 17 maggio                       | 24 maggio                       |
| 2013                            | 9 maggio                        | 13 giugno                       |
| 2014                            | 29 maggio                       | 29 maggio                       |
| 2015                            | 14 maggio                       | 21 maggio                       |
| 2016                            | 5 maggio                        | 9 giugno                        |
| 2017                            | 25 maggio                       | 25 maggio                       |
| 2018                            | 10 maggio                       | 17 maggio                       |
| 2019                            | 30 maggio                       | 6 giugno                        |
| 2020                            | 21 maggio                       | 28 maggio                       |
| 2021                            | 13 maggio                       | 10 giugno                       |
| 2022                            | 26 maggio                       | 2 giugno                        |

Come è testimoniato da dom Guéranger, la celebrazione liturgica della Ascensione è affiancata, nella tradizione, da alcune pratiche legate alla pietà popolare. Tra esse si ricorda la processione medievale prima della Messa che voleva ricordare il cammino di Gesù e dei suoi discepoli al monte degli Ulivi e la benedizione del pane e di alcune primizie di frutta in memoria dell'ultimo pasto che Gesù fece nel Cenacolo.
Proprio della Processio in die Ascensionis Domini troviamo una testimonianza nella Summa liturgica di Guglielmo di Auxerre:
(Guillelmus Autissiondorensis, Summa de officiis ecclesiasticis, III.86.1-5)
Tra le pratiche di pietà popolare, l'Ascensione di Gesù è meditata nella dodicesima stazione della Via Lucis e nel secondo dei misteri gloriosi del Santo Rosario.
In varie regioni d'Italia è diffusa l'usanza di accendere dei falò durante la notte dell'Ascensione.